# Bjorg Lambrecht
Pour les articles homonymes, voir Lambrecht.
Bjorg Lambrecht, né le 2 avril 1997 à Gand (Belgique) et mort le 5 août 2019 à Rybnik (Pologne) des suites d'une chute en course, est un coureur cycliste professionnel belge. Coureur au gabarit léger, il se spécialise dans les courses pour puncheur et grimpeur. Deuxième du Tour de l'Avenir 2017 derrière Egan Bernal, vice-champion du monde espoirs l'année suivante, il passe chez les professionnels en 2018, au sein de l'équipe Lotto-Soudal. Annoncé comme l'un des grands espoirs du cyclisme belge, il termine en 2019 quatrième de la Flèche wallonne et sixième de l'Amstel Gold Race, puis meilleur jeune du Critérium du Dauphiné.

## Biographie

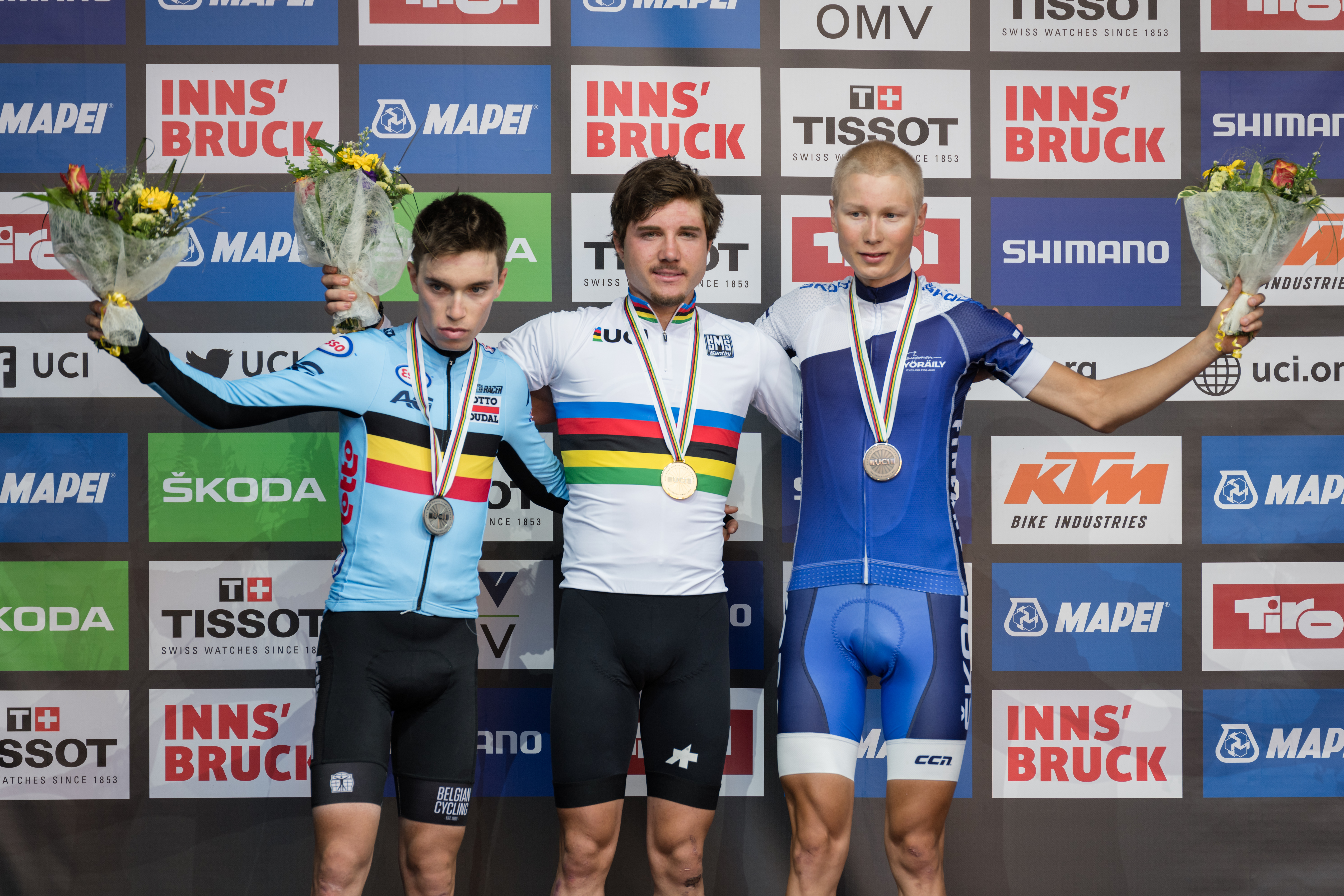
Podium des mondiaux espoirs 2018.

### 2015: junior
Il décroche le titre de champion de Belgique. Il monte sur le podium du Grand Prix E3 (2e) et du Tour de Haute-Autriche juniors (2e), derrière Pavel Sivakov. 

### 2016-2017: espoir
En 2016, il passe chez les espoirs, dans les rangs de l'équipe Lotto-Soudal. Il remporte la Ronde de l'Isard et obtient la médaille d'argent sur la course en ligne des championnats d'Europe espoirs.
En 2017, il s'offre une victoire de prestige sur Liège-Bastogne-Liège espoirs. Il s'adjuge également la Course de la Paix espoirs et termine deuxième du Tour de l'Avenir, battu par Egan Bernal, vainqueur deux ans plus tard du Tour de France.

### 2018-2019: professionnel
En 2018, ces résultats lui permettent d'intégrer le peloton professionnel avec la Lotto-Soudal. Il remporte une étape du Tour des Fjords devant Michael Albasini et Edvald Boasson Hagen et termine deuxième du classement général derrière Albasini. Il obtient des places d'honneur sur les courses à étapes d'une semaine WorldTour comme le Tour du Pays basque (18e), le Tour de Suisse (20e) et le Tour de Pologne (18e). Il participe à son premier grand tour, le Tour d'Espagne, où il obtient des places d'honneur sur des étapes. Il devient en fin d'année vice-champion du monde espoirs à Innsbruck.
À l'intersaison, Lambrecht travaille sa position de contre-la-montre dans l'optique d'y être plus performant, ce qui peut lui permettre d'envisager de viser des classements généraux de courses par étapes d'une semaine. Il annonce en préparation de la saison 2019 viser des résultats sur le Tour du Pays basque ainsi que les classiques ardennaises, ces dernières étant pour lui un objectif de carrière. Sur le Tour du Pays basque, il est deuxième de la deuxième étape derrière Julian Alaphilippe au terme d'un sprint en montée. Il est ensuite l'une des révélations des Ardennaises et obtient une série de places d'honneur sur les classiques vallonnées : cinquième de la Flèche brabançonne, sixième de l'Amstel Gold Race et quatrième de la Flèche wallonne. Le Critérium du Dauphiné confirme sa progression puisqu'il termine 12e du classement général et meilleur jeune. Il participe ensuite au Tour de Pologne qui lui sert de préparation à son premier grand tour, le Tour d'Espagne.

### Accident mortel
Le 5 août 2019, Bjorg Lambrecht chute à la sortie d'un virage en descente au 48e kilomètre lors de la troisième étape du Tour de Pologne, heurtant un fossé en béton sur le bord de la route. Trop gravement blessé pour être héliporté, il est évacué en ambulance vers l'hôpital de Rybnik où il meurt le jour même. En son hommage, l'étape du lendemain est neutralisée.

## Caractéristiques
Bjorg Lambrecht est classé comme grimpeur.

## Palmarès

### Palmarès amateur
| - 2015 - Champion de Belgique sur route juniors - 4e étape des Trois Jours d'Axel - Trophée des Flandres - 2e du Grand Prix E3 juniors - 2e du Tour de Haute-Autriche juniors - 3e du Grand Prix Général Patton - 3e d'Aubel-Thimister-La Gleize - 3e de La Philippe Gilbert Juniors - 3e du Trofeo Emilio Paganessi - 2016 - Ronde de l'Isard : - Classement général - 1re étape - Médaillé d'argent du championnat d'Europe sur route espoirs - 3e du Piccolo Giro di Lombardia | - 2017 - Liège-Bastogne-Liège espoirs - 3e étape de la Ronde de l'Isard - Course de la Paix espoirs : - Classement général - 2e étape - 2e de la Ronde de l'Isard - 2e du Tour de Savoie Mont-Blanc - 2e du Tour de la Vallée d'Aoste - 2e du Tour de l'Avenir - 2018 - Médaillé d'argent du championnat du monde sur route espoirs |  |

### Palmarès professionnel
- 2018
  - 3e étape du Tour des Fjords
  - 2e du Tour des Fjords
- 2019
  - 4e de la Flèche wallonne
  - 5e de la Flèche brabançonne
  - 6e de l'Amstel Gold Race

## Résultats sur les grands tours

### Tour d'Espagne
1 participation
- 2018 : non-partant (15e étape)

## Classements mondiaux
| Année                  | 2016 | 2017 | 2018 | 2019 |
| ---------------------- | ---- | ---- | ---- | ---- |
| UCI World Tour         |      |      | 162e |      |
| Classement mondial UCI | 403e | 177e | 160e | 114e |
| UCI Europe Tour        | 207e | 66e  | 243e | 94e  |

## Distinctions
- Vélo de cristal du meilleur jeune : 2016 et 2017